# Ulises de la Torre
Ulises de la Torre Balmaceda (Cancún, Quintana Roo, 29 de septiembre de 1977) es un actor, comediante y conductor mexicano.

## Biografía
En 2009 participa en la película "Me Importas Tú... y Tú" al lado de Altair Jarabo, Rafael Amaya, Ana Layevska, Alejandro Nones y las primeras actrices Carmen Salinas y María Rojo.
En 2012 realiza en su primer papel antagónico en la telenovela mexicana Corona de lágrimas interpretando el papel de Agustín Galindo.
En 2013 se integra al equipo de Matutino Express.
En 2017 se unió a TV Azteca para una Telenovela de "3 familias".
En 2018 regresa a Televisa y se integra al equipo de Expreso de la Mañana.

## Telenovelas
- 3 familias (2017-2018) .... Gregorio "Goyo" Mejorada
- Corona de lágrimas (2012, 2022-23) .... Agustín Galindo[1]
- Miss XV (2012) .... Productor falso
- Código postal (2006) .... Ezequiel Gutiérrez Santos
- Locura de amor (2000) .... Felipe Zárate
- Soñadoras (1998)...Participación especial

## Series
- "Durmiendo con mi jefe" (2013)
- "Como dice el dicho" (2012)
- Ladrón que roba a ladrón .... Julio
- Cada cual carga la cruz de su parroquia .... Julián
- "La rosa de Guadalupe" (2008) .... Marcelo "Espejismo"
- "La Parodia" (2004-2007) .... Papeles recurrentes (4,5, y 6 Temporada)
- "El privilegio de mandar" (2006) .... Papeles recurrentes
- "Chiquiti bum" (2006)
- "Mujer casos de la vida real" .... (2004-2005) Varios episodios

## Programas
- "Viva la mañana" (2010)-Conductor titular
- "Matutino Express" (2013-2017) (2018-presente) - Conductor

- "De Poca" (2009) - Conductor titular

## Películas
- Me importas tú.. y tú.. (2009)

## Teatro
- Me fascina mi vecina
- Mundo Real
- Papito querido
- Un Romeo muy Julieta
- TOC TOC
- Amoratados
- Locos por el Té
- Tres Familias el show
- Suertudotas
- A Oscuras me da risa
- Perfectos desconocidos